# Saltimbancii
Saltimbancii este un film românesc din 1981 regizat de Elisabeta Bostan. Rolurile principale au fost interpretate de actorii Octavian Cotescu, Carmen Galin, Gina Patrichi și Adrian Vîlcu.

## Distribuție
Distribuția filmului este alcătuită din:
- Octavian Cotescu — Cezar Marcelloni (Mărculescu), dresor de animale
- Carmen Galin — Fanny Ghica, călăreață și acrobată, fiica lui Lisette din prima ei căsătorie cu prințul Ghica
- Gina Patrichi — Lisette, soția lui Cezar Marcelloni
- Adrian Vîlcu — Geo (George) Mărculescu, fiul lui Lisette și al lui Cezar Marcelloni
- Violeta Andrei — Zozo Manfredi, dresoarea elefantului Bimbo, iubita lui Sidoli
- Dem Rădulescu — Cezar Sidoli, directorul circului Sidoli
- Aurel Giurumia — Pincu Leib, negustor evreu din Iași
- George Mihăiță — August, clovnul îndrăgostit de Fanny
- Mitică Popescu — Romică, o haimana bucureșteană plătită să aplaude reprezentațiile circului Sidoli
- Alexandru Repan — prințul rus Serghei, admiratorul lui Fanny Ghica
- Mihaela Juvara — soția lui Bufone
- Aurel Iosefini — Bufone, iluzionist, directorul circului Bufone (menționat Iosefini)
- Tiberiu Antal — Virgil, acrobatul de la Circul Bufone, care este îndrăgostit de Fanny
- Dodi Caian — o spectatoare ieșeană
- Dorina Done — soția primarului orașului Iași
- Dorina Lazăr — o spectatoare ieșeană
- Ioana Drăgan — fiica primarului orașului Iași
- Arcadie Donos — primarul orașului Iași
- Igor Bardu
- Zoe Anghel-Stanca — coana Fifi, gazda din București a familiei Marcelloni
- Radu Dunăreanu — profesorul de geografie al lui Geo
- Alexandru Lazăr — un spectator bucureștean
- Ion Anghel — vecin bucureștean al familiei Marcelloni
- Sașa Ogai
- Geo Saizescu — hoț din banda lui Romică
- Cristian Popescu
- Rudy Rosenfeld — spectatorul ieșean plătit să aplaude reprezentațiile familiei Marcelloni
- Mihai Dimiu
- Bob Călinescu
- Ștefan Hagimă
- Cornel Ispas
- Miron Murea
- Ștefan Thuri — clovn
- Angela Moldovan — tușa Zamfirița, o târgoveață ieșeană
- Jeana Gorea — precupeață bucureșteană, vecină a familiei Marcelloni
- Lucia Maier
- Constantin Dinescu
- Radu Popescu
- Lulu Mihăescu — nepoata profesorului
- Medeea Marinescu — sora mai mică a Paulicăi
- Anca Mihăescu — Paulica, fata bucureșteană care vinde flori
- George Constantin — băiat
- Bogdan Cociuba — băiat
- Andrei Zugravu — băiat
- Tudorel Filimon — circar (menționat Filimon Tudorel)
- Valeria Ogășanu — prezentatoarea spectacolelor de la Circul Sidoli (nemenționată)
- Fram — ursul polar adus din insulele Vranghel

## Primire
Filmul a fost vizionat de 1.933.711 spectatori în cinematografele din România, după cum atestă o situație a numărului de spectatori înregistrat de filmele românești de la data premierei și până la data de 31 decembrie 2014 alcătuită de Centrul Național al Cinematografiei.

## Locuri de filmare

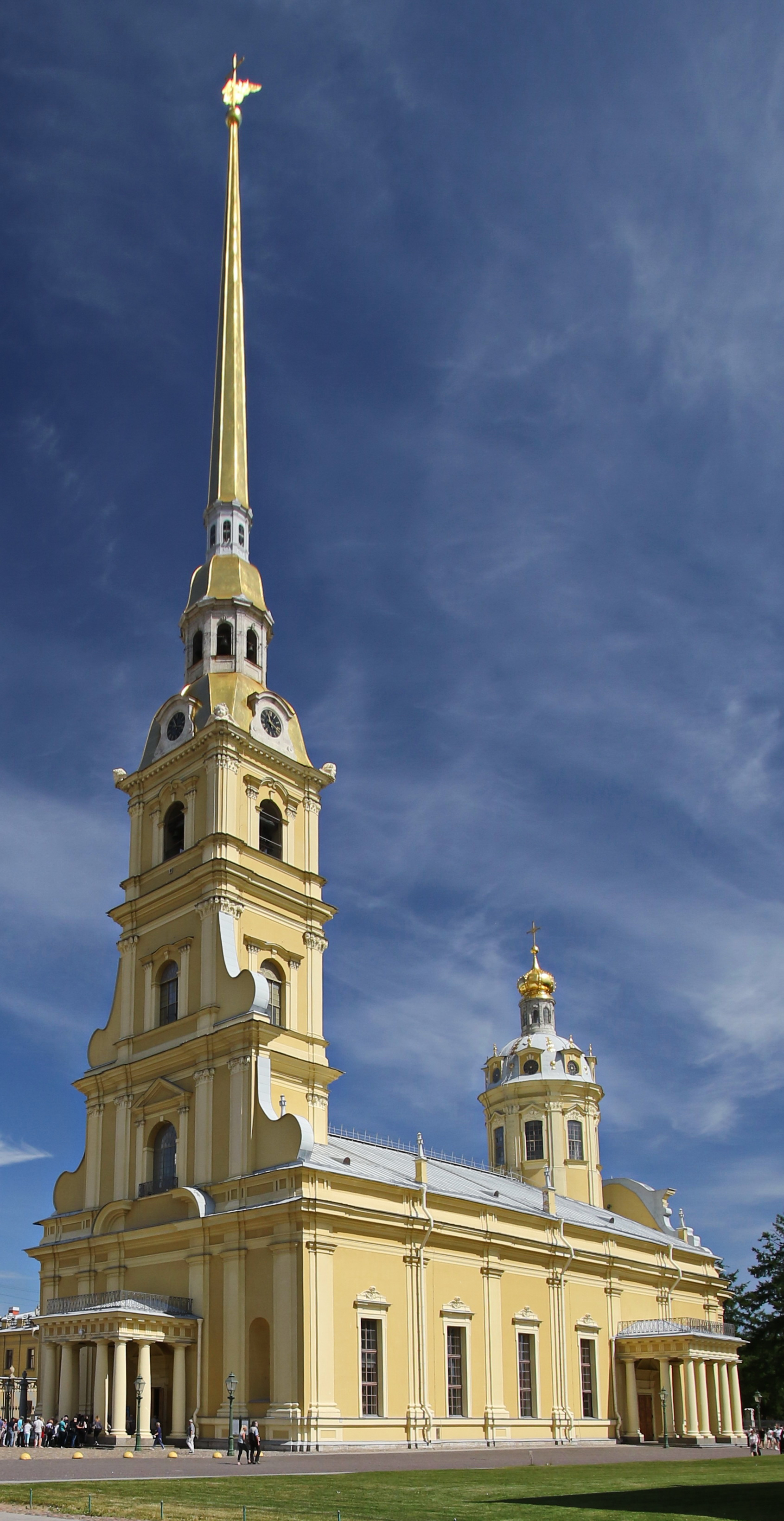
Catedrala Sfinții Petru și Pavel din Sankt Petersburg
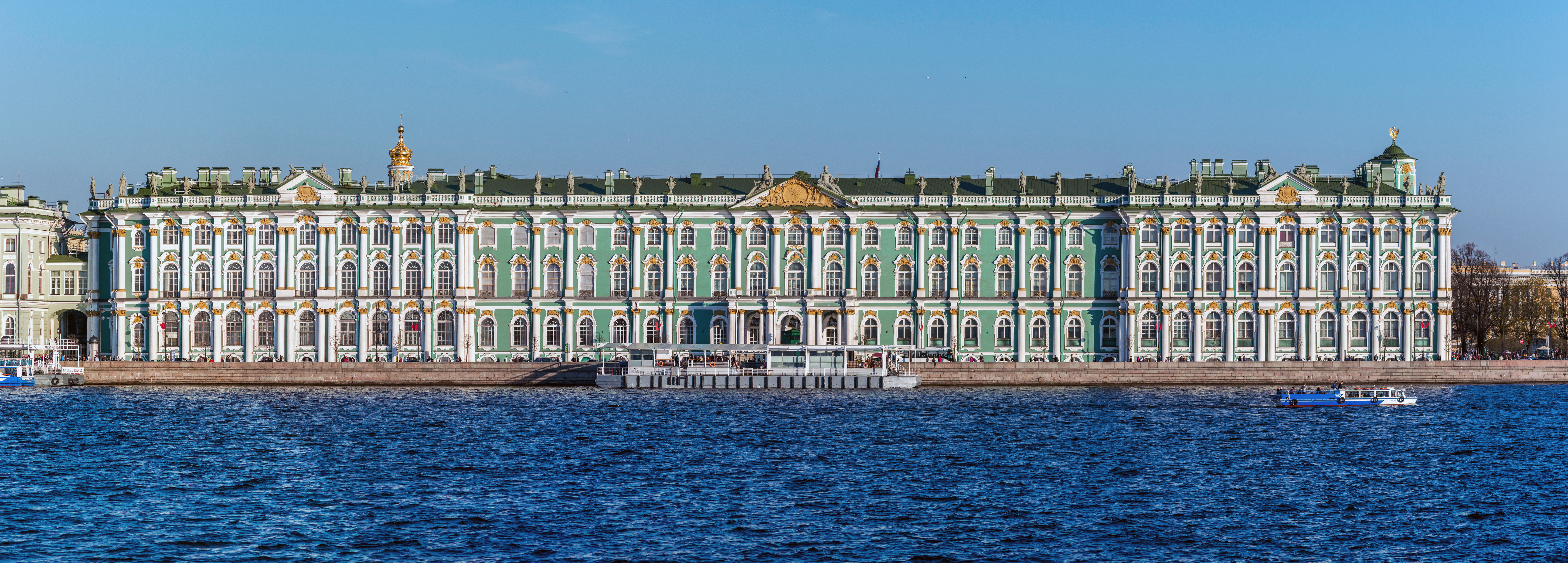
Palatul de Iarnă din Sankt Petersburg
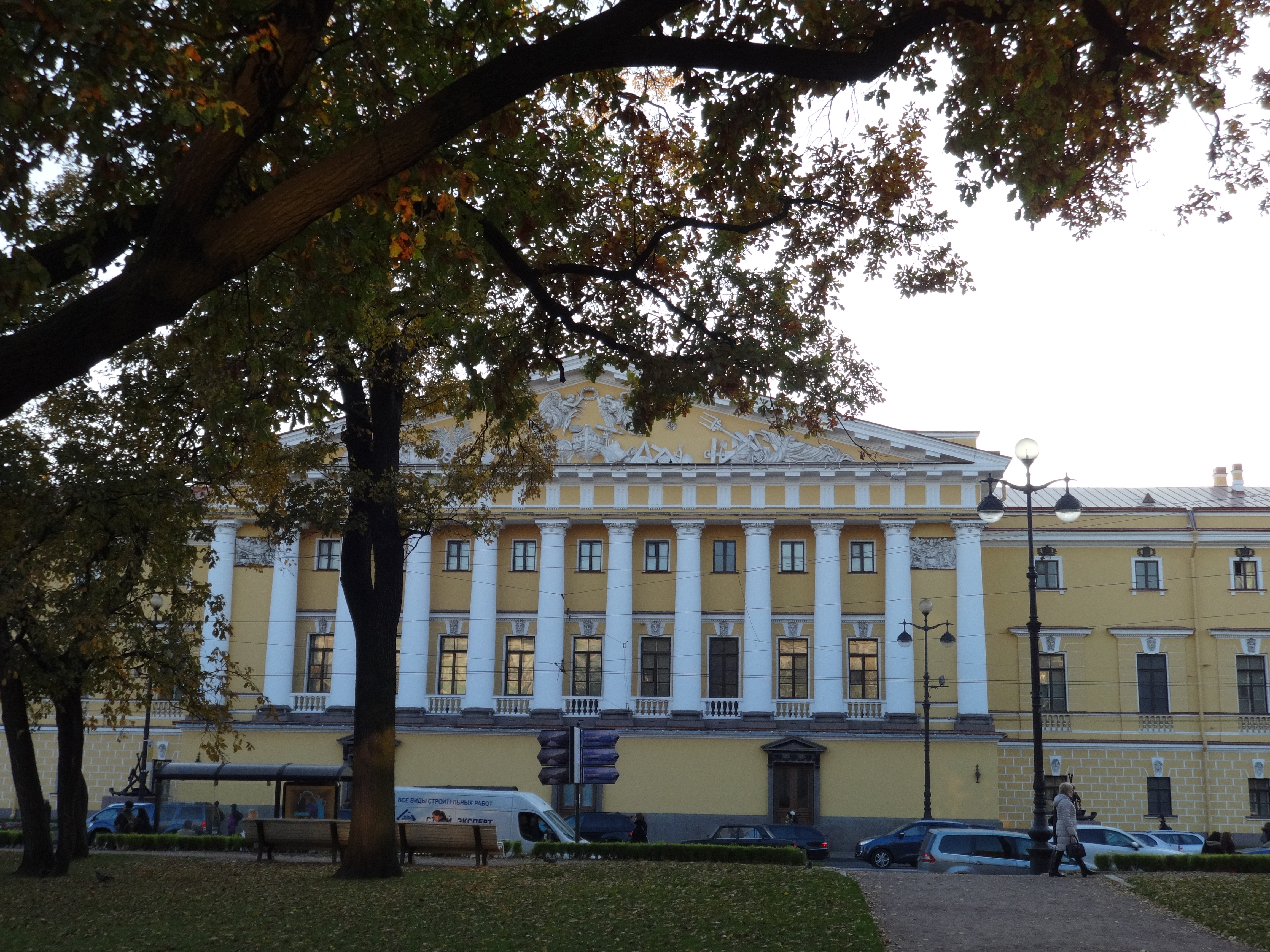
Amiralitatea din Sankt Petersburg
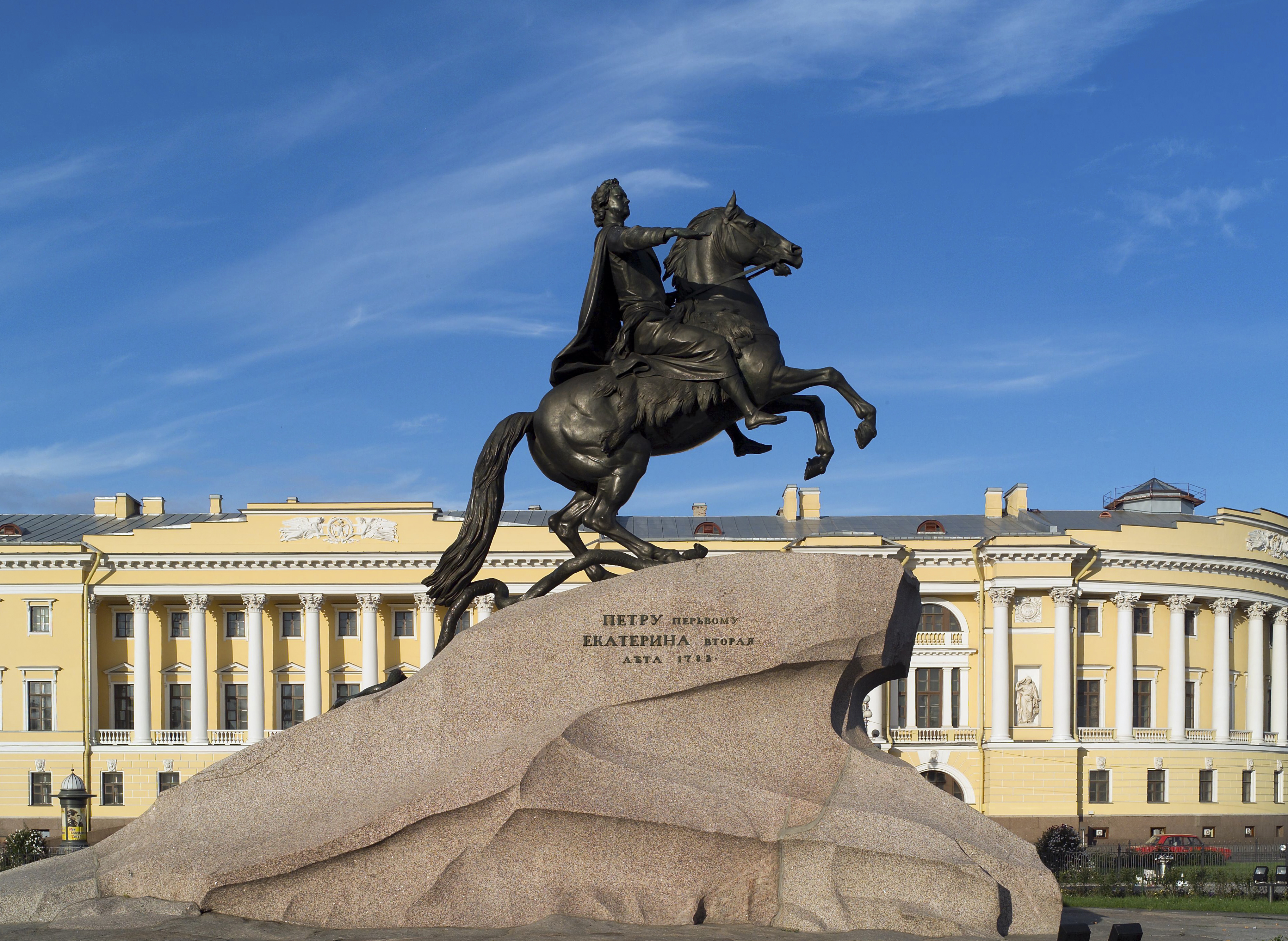
Călărețul de bronz din Sankt Petersburg
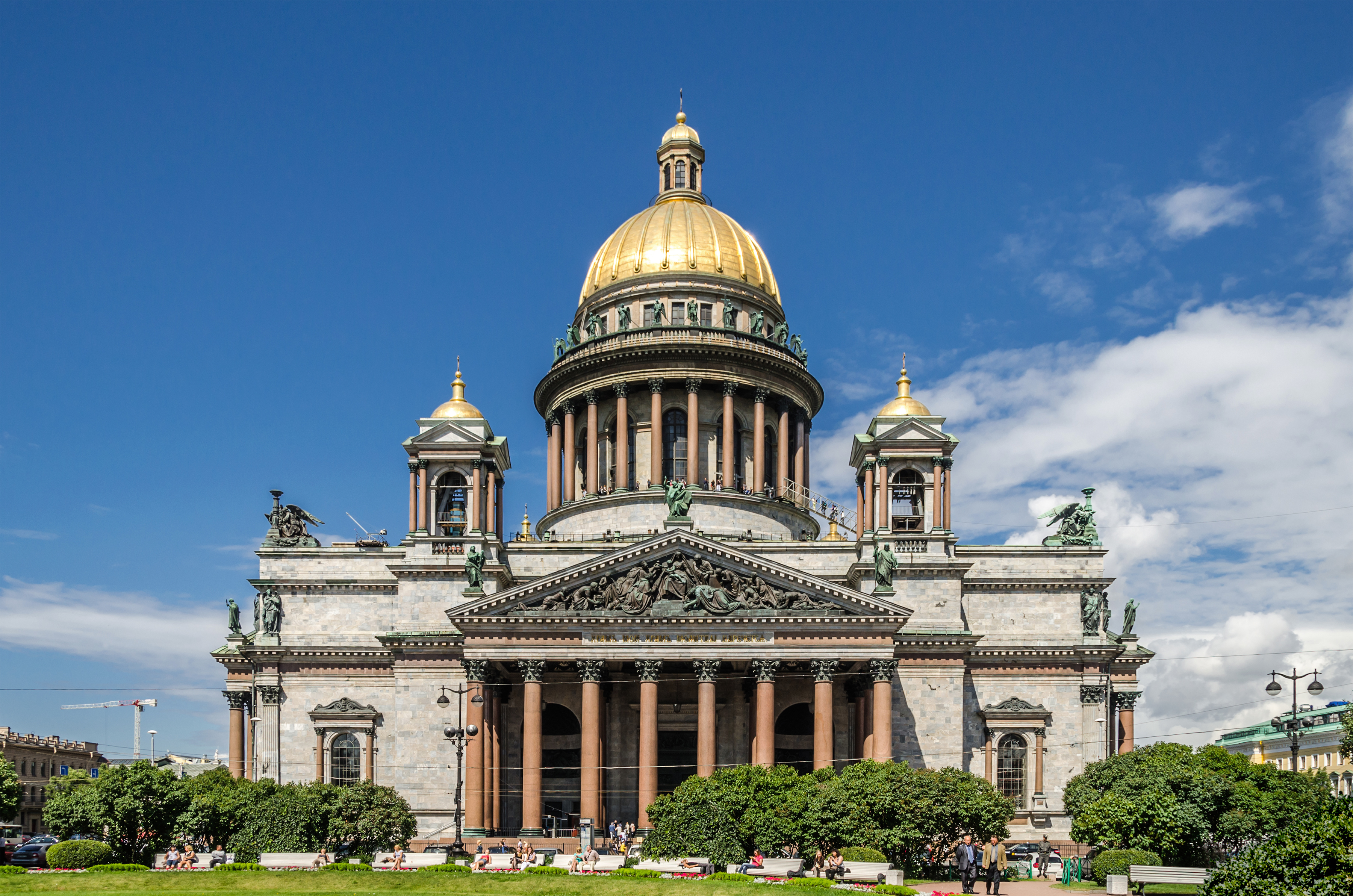
Catedrala Sfântul Isaac din Sankt Petersburg